# The Yes Album
The Yes Album es el tercer álbum de estudio de la banda británica de rock progresivo Yes, lanzado por Atlantic Records el 19 de febrero de 1971 en el Reino Unido y un mes más tarde en los Estados Unidos.
The Yes Album allanó el camino para el éxito de los discos siguientes, Fragile y Close to the Edge. 
El álbum fue incluido en el libro de los 1001 Álbumes que debes oír antes de morir.

## Contexto

### Grabación
Steve Howe apareció con la banda por primera vez y jugó un rol prominente todo el tiempo. Su solo acústico, Clap (siempre renombrado como "The Clap" por Anderson cuando el tema se hacía en vivo) ha sido un elemento predilecto de los conciertos por la banda y sus fanáticos.
Por primera vez en su historia, todos los miembros de Yes aportaron temas para el álbum. La banda empezó a explorar canciones de mayor duración como Yours Is No Disgrace, Starship Trooper, y Perpetual Change, presagiando los muchos temas de Yes que ocupan un lado entero del álbum como en Close to the Edge, Tales from Topographic Oceans y Relayer.

### Legado
Éste fue el álbum que encarriló la carrera de Yes rumbo al éxito comercial, además de ser el primer álbum en el que participó el guitarrista Steve Howe, y el último en el que participó el tecladista Tony Kaye, hasta su regreso en 1983 para el álbum 90125.
The Yes Album es generalmente considerado un álbum clásico del rock de los años 70s y uno de los más destacados de la larga carrera de la banda. 
Los temas "Starship Trooper" y "I've Seen All Good People" son todavía elementos indispensables en las radios de rock clásico. En el 2000, Q magazine lo colocó #86 en su lista de los 100 mejores discos británicos de la historia.
The Yes Album (Atlantic 2400 101) alcanzó el puesto #7 en el Reino Unido. También llegó al puesto #40 en Estados Unidos estando en la lista por 50 semanas.

## Lista de canciones
Lado A
1. "Yours Is No Disgrace" (Yes) - 9:41
2. "Clap" (Steve Howe) - 3:17
  - Grabado en vivo en The Lyceum, Londres, 17 de julio de 1970
3. "Starship Trooper" - 9:28
  1. "Life Seeker" (Jon Anderson)
  2. "Disillusion" (Chris Squire)
  3. "Würm" (Steve Howe)

Lado B
1. "I've Seen All Good People" - 6:55
  1. "Your Move" (Jon Anderson)
  2. "All Good People" (Chris Squire)
2. "A Venture" (Jon Anderson) - 3:18
3. "Perpetual Change" (Jon Anderson/Chris Squire) - 8:52

## Integrantes
- Jon Anderson: voz líder, percusión
- Chris Squire: bajo, voz
- Steve Howe: guitarra eléctrica y acústica, vachalia, voz
- Tony Kaye: piano, órgano, sintetizador moog
- Bill Bruford: batería, percusión